# Paul Betyna
Paul Betyna (* 28. August 1887 in Bromberg; † 17. November 1967 in Wernigerode) war ein deutscher Maler und Grafiker.

## Leben und Werk
Paul Betyna absolvierte ein Studium an der Pariser Akademie bei Maurice Denis und studierte danach in Berlin bei Lovis Corinth. Danach arbeitete er als freier Maler in Berlin. In der Zeit des Nationalsozialismus schuf er u. a. in neusachlichem Realismus Bilder vom Bau der Reichsautobahn. Obwohl es sich dabei um Werke handelte, die dem NS-Kunstgeschmack entsprachen, war Betyna auf keiner der Großen Deutschen Kunstausstellungen in München vertreten. 1938/1939 war er Stipendiat der Deutschen Akademie Rom Villa Massimo. Nachdem sein Atelier in der Berliner Uhlandstraße 98 1943 ausgebombt wurde, zog Betyna nach Wernigerode, wo er bis zu seinem Ableben freischaffend arbeitete, vor allem als Landschaftsmaler. Betyna war u. a. 1946 auf der Kunstausstellung der Provinz Sachsen in Halle und der Ausstellung der bildenden Künstler des Bezirks Magdeburg in Magdeburg und 1953 auf der Dritten Deutschen Kunstausstellung in Dresden vertreten. Werke Betynas befinden sich u. a. im Bestand des Harzmuseums Wernigerode.

## Werke (Auswahl)
- Selbstporträt. Tafelbild, Öl, um 1910.[3]
- Selbstporträt. (Tafelbild, Öl; im Bestand des Harzmuseums Wernigerode)[4]
- Blick auf den Reichstag. Tafelbild, Öl, 1931.[5]
- Berlin, Restaurant zum Nussbaum. Tafelbild, Öl, 1935.[6]
- Kinderporträt (Tafelbild, Öl, 1942)[7]
- Maxim Gorki. Tafelbild, Öl; ausgestellt 1953 auf der Dritten Deutschen Kunstausstellung.[8]

## Einzelausstellungen
- 2008 und 2017: Wernigerode, Harzmuseum